# Mira Bernabeu
Mira Bernabéu (Asp, 1969) és un artista nascut a la Comunitat Valenciana.
Va estudiar psicologia a la Universitat de València, i després va fer diversos cursos de belles arts a la Universitat de Middlesex, a Londres. Més endavant, el 1993 es va llicenciar en Belles Arts a la Facultat de Belles Arts de Sant Carles de la Universitat de València, amb un postgrau al Goldsmith College de la Universitat de Londres. Ha realitzat diverses exposicions individuals, sobretot en galeries valencianes, i d'altres col·lectives.
En les seues exposicions combina la fotografia, els textos i els títols amb voluntat estètitca. Presenta una forta influència de l'art conceptual. Les seues fotografies parteixen de temes etnogràfics i antropològics, tant reals com ficticis, que representen estèticament una obra situable entre la coreografia teatral i el reportatge.